# Lapin chasseur (cuisine)
Pour les articles homonymes, voir Lapin (homonymie), Chasseur et Lapin chasseur.
Le lapin chasseur ou lapin sauce chasseur est une recette de cuisine traditionnelle de la cuisine française, à base de lapin (ou de lièvre) à la sauce chasseur (beurre, oignon, lardons, champignons de Paris, vin blanc),.

## Histoire
Variante du civet de lapin ou du coq au vin (cuisinés depuis l'Antiquité), la sauce chasseur est traditionnellement utilisée pour cuisiner les petits gibiers de chasse (ou lapin domestique d'élevage).

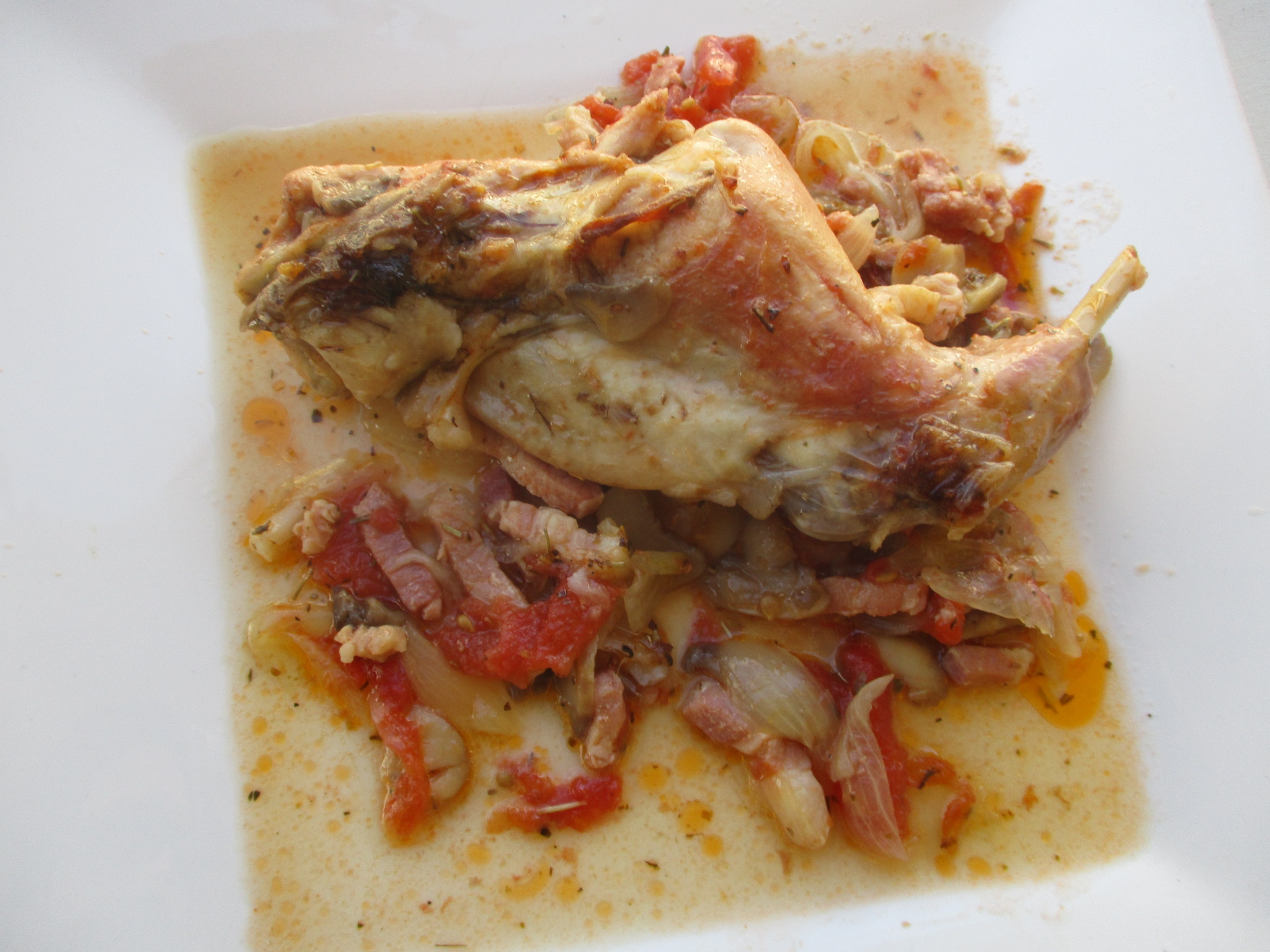
Lapin chasseur.
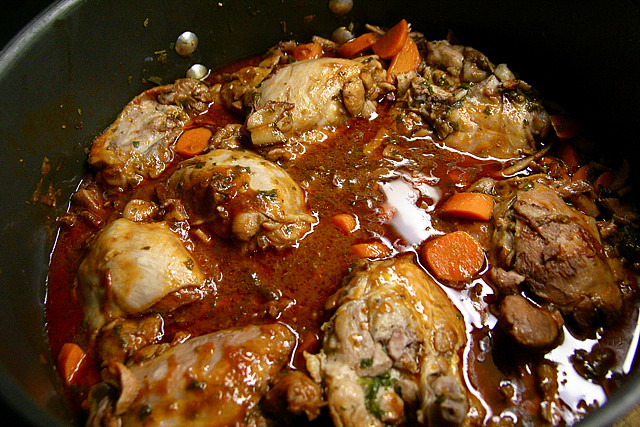
Coq au vin (variante).
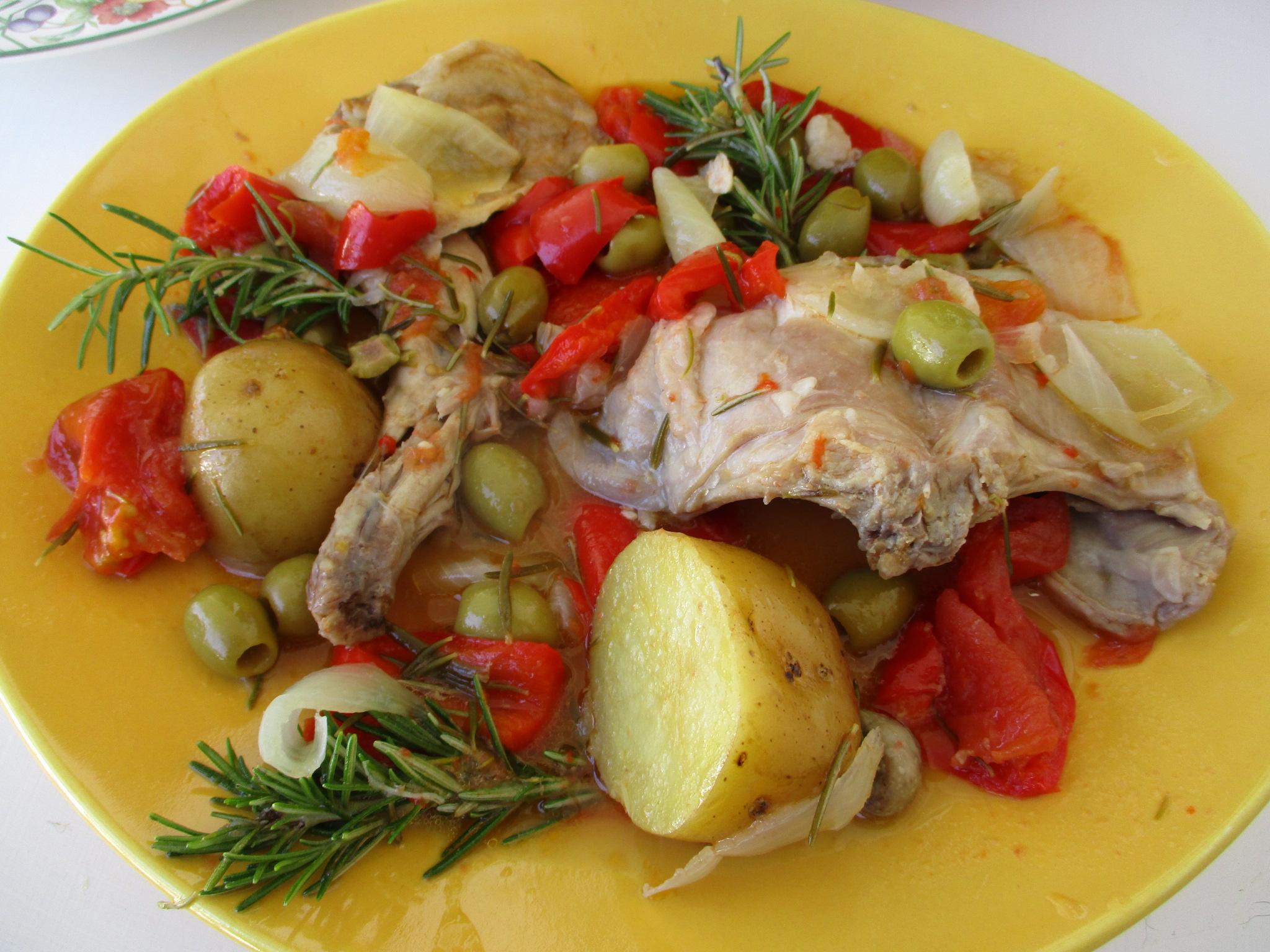
Lapin à la provençale (variante).

## Recette
Faire revenir et dorer à la cocotte des morceaux de lapin avec des oignons à l'huile et au beurre, puis faire mijoter avec une sauce chasseur (tomate, carotte en rondelle, champignons de Paris, lardons, vin blanc,  bouquet garni, ail, sel, poivre),.